# Harsha

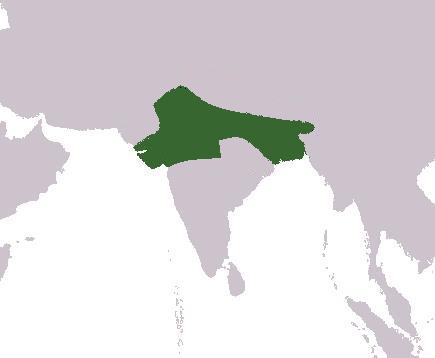
Herrschaftsgebiet Harshas

Harshavardhana von Kannauj (Hindi हर्षवर्धन Harṣavardhana; Harsha = „Heiterkeit“; * um 590; † 647) war ein nordindischer Großkönig (maharaja) in der ersten Hälfte des 7. Jahrhunderts und eine Lichtgestalt im indischen Frühmittelalter. Seine Taten werden im sogenannten Harshacharita des Dichters Bāṇabhaṭṭa beschrieben, ferner vom chinesischen Pilgermönch Xuanzang, der von ca. 630–643 in Indien weilte.

## Machtübernahme in  Nordindien
Der König stammte aus dem Geschlecht der Vardhanas (auch Pushyabhuti); diese waren Generäle der Guptas mit Sitz in Thanesar (ca. 156 km nördlich von Delhi). Harshas Vater verbrachte seine Zeit mit Kämpfen gegen die sich auflösenden Hunas (Indo-Hephtaliten, wahrscheinlich handelte es sich jedoch um die Alchon) und andere indische Fürsten. Es kam dabei zu einer Heiratsallianz mit den Maukhari-Kaisern von Kannauj, um sich den Rücken freizuhalten.
Harsha bestieg im Jahr 606 im Alter von nur 16 Jahren den Thron, nachdem sein älterer Bruder Rajya einem Komplott zum Opfer gefallen war; dieser war nach Kannauj gezogen, um die Könige von Malwa und Bengalen zu vertreiben, die den Maukhari-Kaiser bzw. dessen Witwe Rajyashri entthront hatten (606). Dort wurde er bei einer Verhandlung mit Shashanka, dem König von Bengalen, ermordet.

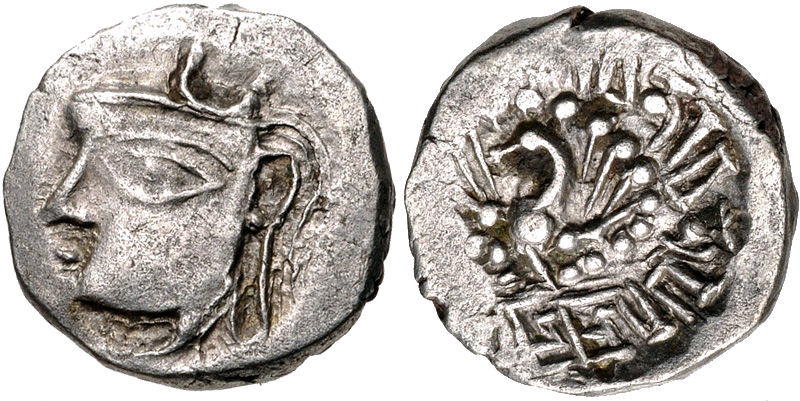
Münze aus der Zeit Harshas

Harsha gelang es, Shashankas Hauptstadt anzugreifen und ihn zu einem Vertrag zu zwingen. Gleichzeitig übernahm er die Herrschaft in Kannauj. Er vermied es aber, den Titel des Großkönigs anzunehmen, um seine Schwester Rajyashri als rechtmäßige Erbin nicht zu verdrängen. Als Rächer der Maukhari-Kaiser konnte er Nordindien mit Valabhi, Magadha, Kaschmir, Gujarat und Sindh erobern. Innerhalb von nur sechs Jahren unablässiger Kriege gründete er so ein Reich mit einer West-Ost-Ausdehnung von bis zu 3000 km Länge. Die Hauptstadt wurde nach Kannauj am Ganges, ca. 400 km südöstlich seiner alten Hauptstadt, verlegt. Nur der König von Bengalen, Shashanka († 621), blieb ein Rivale; sein Reich konnte erst nach seinem Tod beseitigt werden. Auch misslang Harsha die Eroberung des Industals und der indischen Westküste. Hier wurde er im Jahr 630 vom Chalukya-König Pulakesi II. († 642) geschlagen und musste die Narmada als Grenzfluss zum Süden anerkennen.

## Gesellschaft und Verwaltung
Zu Harshas Zeit war Indien noch immer recht fortschrittlich – so wurde die Zahl Pi genauer berechnet als in Griechenland (vgl. Brahmagupta). Allerdings beschränkte sich die Hochkultur schon lange auf die exklusiven Kasten der Militäradligen, Priester und Großkaufleute, welche das Geldwesen, den Fernhandel, die Zünfte und die Verwaltung kontrollierten. Das Volk beschrieb Xuanzang so: „Das gewöhnliche Volk ist im allgemeinen leichtherzig, dabei aber aufrichtig und ehrenhaft, ehrlich in Geldangelegenheiten und bedächtig in Rechtsdingen. … Verbrecher und Rebellen gibt es nur wenige, man hat selten etwas von ihnen auszustehen.“
Der König baute eine zentralisierte Verwaltung auf und reiste ständig durch seine Gebiete, um diese zu inspizieren sowie Streitigkeiten zu schlichten. Im alten Indien konnte die unmittelbare Souveränität eines Herrschers über selten mehr als 150–200 km im Radius ausgeübt werden. Der Rest der Gebiete unterstand bis zu einem Aktionsradius von etwa 2000 km sporadischer Kontrolle. Man begnügte sich damit, keinen gleichwertigen Herrscher zuzulassen und einzelne Gegner auszulöschen oder ins Exil zu schicken. Eine vollkommene Beseitigung von adligen Familien galt aber als unritterlich, was sicher ein Problem damaliger indischer Staaten war.
Harshas Herrschaft zählte 30 Friedensjahre. Er finanzierte mit eigenen Geldern öffentliche Projekte und wohltätige Einrichtungen für Arme und Kranke. Xuanzang schrieb: „Da die Verwaltung des Landes sich auf milde Gesetze gründet, so ist auch die Ausführung einfach. Die Familien werden nicht registriert und Zwangsarbeit gibt es nicht. Die Krongüter sind in vier Teile eingeteilt: Aus dem ersten wird der Staatshaushalt bestritten, aus dem zweiten werden die Minister und Beamten bezahlt, der dritte steht für Belohnungen verdienter Männer bereit, und aus dem vierten fließen die Unterstützungen religiöser Gemeinschaften.“
Dennoch hatte Harshas Staat Probleme: Sein Reich war im Westen von den traditionellen Fernhandelswegen mit Ostrom abgeschnitten, die Wirtschaft schrumpfte und die Geldumlaufmenge ging zurück. Harsha ging dazu über, seine Brahmanen und andere Würdenträger mit staatlichen Ländereien zu beschenken, weil seine Kassen leer waren. Das minderte natürlich seine Autorität und steigerte die der Beschenkten, denn die Brahmanen übten kaum noch priesterliche, sondern eher verwaltende Funktionen als Beamte aus. Das verschenkte Land war dem Steueraufkommen entzogen, königliche Beamte und Soldaten durften es nicht betreten. (Allerdings gab es noch genügend unbebautes Land, das durch solche Verfahrensweise erschlossen wurde.)
Bei alledem war Harshas Heer nicht gerade klein; es zählte angeblich 5.000 Kriegselefanten, 20.000 Reiter (Pferde waren in Indien fünf Mal so teuer wie im Frankenreich) und 50.000 Fußsoldaten. Später soll es noch erheblich aufgestockt worden sein.

## Religionspolitik
Harsha förderte zwar die buddhistische Universität Nalanda, an der sich damals 4000 Studenten aufhielten, doch blieb er selbst wohl ein Anhänger des Hindu-Gottes Shiva. In Kannauj gab es über 100 buddhistische Klöster, in denen etwa 1000 buddhistische Mönche und 500 Brahmanen. Umgangen werden konnte der Hinduismus aber nicht, da er viel zu tief im Volk verwurzelt war, während sich der Buddhismus auf die Oberschicht konzentrierte. Beide Religionen bestanden nun nebeneinander, wobei der Hinduismus seine sechs philosophischen Schulen (siehe Indische Philosophie) entwickelt und der König auch einige Hindu-Gesetze und Traditionen (z. B. die Witwenverbrennung) gelockert haben soll.
Alle fünf Jahre veranstaltete Harsha eine große religiöse Feier. Im Jahr 643 war es so: Am ersten Tag wurde Buddha verehrt, am zweiten Vishnu als Sonnengott und am dritten Tag Shiva. Erschienen waren 18 Vasallenkönige, 3000 buddhistische Mönche und 2000 Brahmanen und Anhänger anderer Lehren. Trotzdem überliefert der chinesische Pilgermönch Xuanzang, dass Harsha dabei autoritär im Interesse des Mahayana-Buddhismus verfuhr. (Er drohte jedem mit dem Verlust des Kopfes bzw. der Zunge, der Xuanzang – einem energischen Verfechter dieser Glaubensrichtung – nach dem Leben trachtete oder ihn schmähte.)

## Autor
Harshavardhana war angeblich Autor der Sanskrit-Dramen Ratnavali, Priyadarshika und Nagananda, in denen sich buddhistische und hinduistische Denk- und Glaubensvorstellungen vermischten.

## Das Ende
Schließlich unternahmen die Brahmanen zwei Verschwörungen gegen den König. Harsha deckte die erste auf und ließ viele Verhaftungen vornehmen, verzieh aber den Rädelsführern, so dass er der zweiten im Jahr 647 zum Opfer fiel. Er wurde von seinen Offizieren getötet.
Harsha hatte keine Erben, ein Minister übernahm also die Macht. Dieser überwarf sich mit Tang-China und Tibet, wurde besiegt und als Gefangener nach China gebracht. Allerdings wird die Bedeutung der Episode angezweifelt. Nach Harsha regierten in der 2. Hälfte des 7. Jahrhunderts in Magadha und Bengalen die sogenannten „Späten Gupta“, welche von Yaśovarman, einem Förderer der Kunstdichtung beseitigt wurden, der wiederum Vasall von Lalitaditya von Kaschmir († 754) wurde. Einige Jahrzehnte später findet sich das Reich in den Händen der Pratihara-Rajputen wieder.